# Oleandra baetae
Oleandra baetae là một loài dương xỉ trong họ Oleandraceae. Loài này được Damazio mô tả khoa học đầu tiên năm 1906.